# Aparellament selectiu
Aparellament selectiu suposa la unió d'un parell d'individus en algun tret humà (físic o psicològic) més semblant que el que s'esperaria per atzar (Colom, Aluja-Fabregat i García-López, 2002). Un tret psicològic és una construcció o concepte científic que fa referència a un atribut o característica psicològica que predisposa al seu posseïdor a comportar-se, sentir, pensar d'una manera determinada al llarg de la seva vida en situacions semblants.
La tendència a aparellar-se selectivament i els canvis experimentats en una determinada població respecte a aquesta tendència, s'ha relacionat amb diferents fenòmens. Un dels més discutits correspon a la influència de la tendència a aparellar-se selectivament sobre l'estructura social i genètica d'una determinada població. A més, encara que els nivells de correlació entre parelles són positius, també hi ha més d'un biaix (Spuhler 1968, Thiessen i Gregg 1980).

## Hipòtesis sobre l'aparellament selectiu

### Hipòtesi de la semblança
Aquesta hipòtesi sosté que les persones busquen com a parella persones similars a elles mateixes, ja que són capaces d'identificar-se correctament amb la manera de ser de l'altra (Aluja-Fabregat, García-López i Colom, 2002). Segons aquesta hipòtesi, la similitud genera atracció (Sternberg, 1989). Existeixen dues línies d'investigació que sustenten aquesta hipòtesi: per una banda, els estudis que analitzen les característiques desitjades en un company potencial (Botwin, Buss i Shackelford, 1997; Figueredo, Sefcek i Jones, 2006), i per l'altra, estudis que analitzen la semblança existent entre parelles (Rammstedt i Schupp, 2008). Aquesta hipòtesi és la que té més recolzament científic i és a la qual es referirà la informació dels següents apartats d'aquest article.

### Hipòtesi de l'homogàmia social
Estableix que la semblança entre parelles és causada per una semblança ja existent anterior a l'elecció de parella, sota la idea que és més probable que persones que s'assemblin en determinades característiques es coneguin i s'ajuntin (Díaz-Morales, Quiroga, Escribano i Delgado, 2009). Generalment, s'utilitza l'edat i el nivell d'estudis com a variables per controlar estadísticament aquest fenomen. D'aquesta manera, la semblança entre parelles disminuirà quan el semblant en edat i nivell d'estudis sigui controlat. Estudis com el de Díaz-Morales, Quiroga, Escribano i Delgado mostren que en controlar la semblança en les característiques mencionades, la similitud en temperament i intel·ligència no es veu alterada, el que invalida que l'homogàmia social sigui la hipòtesi explicativa de la semblança en intel·ligència i temperament entre parelles.

### Hipòtesi de la convergència
Es basa en la dita “Dos que duermen en el mismo colchón, se vuelven de la misma condición”, de manera que els individus que formen la parella, adopten característiques semblants (Díaz-Morales, Quiroga, Escribano i Delgado, 2009). La semblança no seria causada per una cerca activa d'una semblança inicial, sinó més aviat, pel fet que amb el pas del temps les parelles acaben assemblant-se.
La semblança entre parelles amb difereix segons temps de relació: les parelles s'assemblen més en sociabilitat i maternitat en el principi de la relació, i en intel·ligència verbal i raonament inductiu quan major és el temps de relació (Díaz-Morales, Quiroga, Escribano i Delgado, 2009).

## Hipòtesis alternatives a les de l'aparellament selectiu
A continuació s'expliquen dues hipòtesis que anirien en contra de les que componen l'aparellament selectiu.

### Hipòtesi de la complementarietat
Es basa en la dita que els pols oposats s'atreuen. Aquest tipus d'aparellament es denomina aparellament negatiu i postula que les persones busquen com a parella a una persona que les complementi. Alguns autors asseguren que la complementarietat pot tenir lloc quan la persona no està contenta amb les seves pròpies característiques (Klohnen i Mendelsohn, 1998).

### Hipòtesi ideogràfica
Aquesta hipòtesi sosté que cada individu posseeix els seus propis criteris a l'hora d'escollir parella (Lykken i Tellegen, 1993). Una manera de contrastar la versemblança d'aquest model consisteix a comparar les dones de bessons monozigòtics (MZ) i de bessons dizigòtics (DZ), per intentar comprovar si les dones dels MZ s'assemblen més entre si que les dones dels DZ. Segons el model ideogràfic, els criteris d'elecció serien més semblants pels MZ que pels DZ, el que portaria a l'elecció de parelles més semblants en el primer cas que en el segon. Lykken i Tellegen (1993) van posar a prova aquesta hipòtesi, amb resultats negatius.

## Personalitat
Els resultats de l'estudi de Colom, Aluja-Fabregat i García-López suggereixen que les facetes la duresa del caràcter, l'extraversió i la inestabilitat emocional no resulten especialment rellevants en la tendència a aparellar-se selectivament. Avaluant les característiques de personalitat a través del model PEN d'Eysenck o del model Big-Five de Costa i McCrae, s'ha obtingut un ampli rang de correlacions, de manera que no estaria del tot clara la influència d'aquests factors. Psicoticisme és la dimensió en què més semblança s'ha trobat, mentre que en extraversió és l'única dimensió en què s'ha trobat correlacions negatives.
El model Pen és un model jeràrquic i tridimensional de la personalitat. Aquestes tres dimensions són:
- Extraversió: fa referència al grau de sociabilitat i la recerca d'estímuls. Les persones extravertides són aventureres, despreocupades, sociables, actives, dominants, assertives, surgents, indiscretes, desobedients, optimistes i poc perseverants... Les persones extravertides són persones que busquen estimulació, mentre que les introvertides en fugen. Això s'explica pel SARA, que per a les persones extravertides està poc activat, de manera que busquen estimulació externa per activar-lo. Les persones introvertides el tenen molt activat i tota l'estimulació extra del entorn els molesta. El SARA (Sistema Activador Reticular Ascendent) és una estructura de la formació reticular que activa i desactiva parts del còrtex cerebral, participa en el manteniment de l'estat d'alerta i de la concentració i en el control del cicle de son i vigília.
- Neuroticisme: fa referència a l'estabilitat emocional, resistència a situacions estressants emocionalment. En aquest cas serien persones ansioses, tristes, tenses, amb sentiments de culpa, amb baixa autoestima, irracionals, emotives i tímides, amoïnades, amb canvis d'humor... Les persones amb neuroticisme són molt sensibles a l'estrés, mentre que les estables experimenten poques emocions negatives, cosa que ve determinat pel sistema límbic. Les neuròtiques el tenen molt sensible, petites estimulacions disparen el sistema, mentre que les persones estables tenen un sistema molt dur, encara que hi hagi molta estimulació sobre aquests sistema no s'activa.
- Psicoticisme: fa referència a la duresa del caràcter. Són persones fredes, impulsives, irreflexives, no empàtiques, creatives, egocèntriques, antisocials, agressives, impersonals, independents, desinhibides... Està associat a la conducta criminal, trastorns maniacodepressius, esquizofrènia i conducta antisocial. Persones psicòtiques poden tenir diferents tipus de conductes depenent del grau d'adaptació que tinguin: si tenen poca intel·ligència és molt probable que siguin delinqüents, però una persona intel·ligent pot transformar aquesta fredor pel seu benefici. A nivell biològic s'explica per alts nivells de testosterona i per baixos nivells de MAO, que són enzims que degraden alguns neurotransmissors.

El Big Five és un model lèxico-factorial i sorgeix de l'anàlisi factorial de diferents adjectius. En aquest cas trobem 5 factors amb pols oposats i que s'expliquen de la següent manera:
- Neuroticisme: les persones neuròtiques són persones que s'alteren amb facilitat, que mostren una àmplia variabilitat emocional, que s'afecten amb més facilitat davant de situacions colpidores, que tenen un llindar més baix de tolerància al malestar i a l'estrés... Una persona emocionalment estable és més relaxada, serena, segura, resistent a l'estrès...
- Extraversió: la persona extravertida és una persona sociable, surgent, afectuosa, optimista, activa, feliç, amb bon humor, que té facilitat per iniciar una conversa... La introvertida té dificultats per relacionar-se amb els altres, s'aïlla, és més tímida, quieta...
- Obertura a l'experiència: consisteix en l'interès per viure experiències noves, per aprendre, per tenir una sensibilitat envers les arts; una persona amb molt oberta a l'experiència és original, complexa, independent, curiosa... Una persona no oberta a l'experiència és conservadora, tancada, amb idees rígides, rutinària, superficial...
- Cordialitat: una persona cordial és amable, afable, generosa, sensible, empàtica, cooperadora... Una persona que no ho és, és irritable, mal pensada, insensible, venjativa, severa, grollera, suspicaç...
- Responsabilitat: una persona responsable és disciplinada, ordenada, curosa, perseverant, que fa el que li diuen, metòdica... Les no responsables són menys disciplinades, menys incorrectes, poc fiables, deixades, poc treballadores...

### Intel·ligència
En l'estudi de Colom, Aluja-Fabregat i García-López es va trobar que en la població espanyola la semblança en intel·ligència en la mostra de parelles analitzades era una mica major que l'observada en mitjana en els estudis realitzats en altres països. A més a més, la semblança observada en intel·ligència no es pot atribuir a la semblança en el nivell d'estudis. Es pot afirmar, per tant, que existeix una tendència a aparellar-se segons la semblança intel·lectual. Si es té en compte que existeix una important varietat en nivell d'estudis i en edat en la mostra analitzada, aleshores es pot afirmar temptativament que aquest resultat pot ser generalitzable a la població espanyola. Aquesta conclusió no significa, tanmateix, que no sigui necessari replicar els resultats amb altres mostres.

### Constitució bio-física
Es tracta de les característiques físiques del cos, incloent-hi la manera d'execució de les funcions, l'activitat dels processos metabòlics, la manera i el grau de les reaccions als estímuls, i el poder de resistència a l'atac d'organismes patògens. Existeix aparellament selectiu positiu en altura en poblacions humanes, però amb una correlació modesta, de manera que l'altura no seria el factor principal a l'hora d'escollir parella. La futura investigació és necessària per entendre les causes de l'heterogeneïtat observada en el grau d'aparellament selectiu a través de poblacions humanes. A més, s'ha demostrat que aquest efecte d'aparellament selectiu per altura apareix més en poblacions occidentals que en orientals, pel que la variabilitat fisiològica entre hemisferis on s'ha vist una homogeneïtat major en l'hemisferi occidental (Stulp, Simons, Grasman i Pollet, 2016).

### Percaça de sensacions
És la necessitat de rebre sensacions noves, variades i complexes provinents d'experiències, i la voluntat per sentir riscos físics i socials per prendre part d'aquestes experiències. Hi ha 4 subdimensions:
- Percaça d'aventura i risc: tendència a participar en activitats de risc i aventura.
- Percaça d'experiència: tendència a escollir aquelles activitats innovadores i excitants (però que no suposen un risc).
- Desinhibició: relacionat amb dur a terme conductes que poden suposar un risc per a la salut.
- Susceptibilitat a l'avorriment: facilitat amb què una persona s'avorreix i vol canviar d'activitat.

Segons l'estudi de Joseph Glicksohn i Hilla Golan l'any 2000 a 65 parelles casades, es troba que hi ha aparellament selectiu en percaça de sensacions. S'ha de tenir en compte que el grau de similitud varia segons la parella. La correlació en percaça d'experiència és de r=0,29, en desinhibició de r=0,28 i susceptibilitat a l'avorriment de r=0,25.

## Estil cognitiu
És l'avaluació de la dependència o independència en la relació. A cada cònjuge se’l categoritza com a dependent o independent, per tant podrem obtenir els següents tipus de matrimoni:	
- Els dos són dependents.
- Els dos són independents
- Un és dependent i l'altre independent (dona la idea de complementarietat).

Existeix aparellament selectiu en aquest àmbit. En l'estudi de Glicksohn i Golan es va trobar que hi havia 21 parelles on cada cònjuge era dependent, i 19 on cada un era independent amb un total de 65 parelles. Per tant, trobem que el 62% de les persones tendeixen a ajuntar-se amb algú com ell en aquest camp (Glicksohn i Golan, 2000).

## Conseqüències de l'aparellament selectiu
La semblança genètica dels progenitors es reflecteix en la semblança individual entre la descendència i els progenitors, és a dir, el fet que els pares s'assemblin, es veurà reflectit en la descendència, que compartirà els mateixos gens. Això vol dir que si els progenitors tenen gens que predisposen l'aparició d'una malaltia, hi ha més probabilitats que aquests gens siguin heretats per la descendència i aquesta desenvolupi la malaltia (tot i que algunes malalties també depenen de la interacció amb l'ambient).
És el cas per exemple de l'autisme: les persones autistes es caracteritzen per tenir un sistema mecanitzador més elevat (no els agraden els canvis o prefereixen canvis previsibles). Si dues persones amb sistemes mecanitzadors elevats tenen descendència com a resultat de l'aparellament selectiu, la probabilitat que la descendència pateixi autisme és més elevada (Baron-Cohen, S.,2006).